# Henk Berendsen
Hendrik Johan Arnold Berendsen (Lichtenvoorde, 4 januari 1947 – Wijk Bij Duurstede, 14 mei 2007) was een Nederlands fysisch geograaf, die vooral bekend is om het gedetailleerd in kaart brengen van stroomruggen (vroegere rivierlopen) in de Nederlandse ondergrond.

## Loopbaan
Berendsen studeerde eind jaren 60 fysische geografie aan de Universiteit Utrecht, waar hij onder anderen les kreeg van de geomorfoloog Jan Zonneveld. Na eerst een paar jaar leraar aardrijkskunde aan een middelbare school te zijn geweest, gaat hij in 1973 voor de Universiteit Utrecht werken. Van 1985 tot 2005 was hij daar universitair hoofddocent. Zijn onderzoek richtte zich vooral op de geomorfologie, de Kwartaire geologie en daarmee de paleogeografie van Nederland, waarbij hij door een enorme hoeveelheid grondboringen (grotendeels gezet door studenten, tijdens veldwerken die hij organiseerde) de vroegere ligging van de grote rivieren in kaart bracht. Hij gold (ook internationaal) als een specialist voor de ontstaansgeschiedenis van het Nederlandse rivierengebied. In de jaren 90 publiceerde hij het vierdelige standaardwerk Fysische Geografie van Nederland. In 2005 ontving Berendsen de Van Waterschoot Van der Gracht-penning.